# Pina Bausch

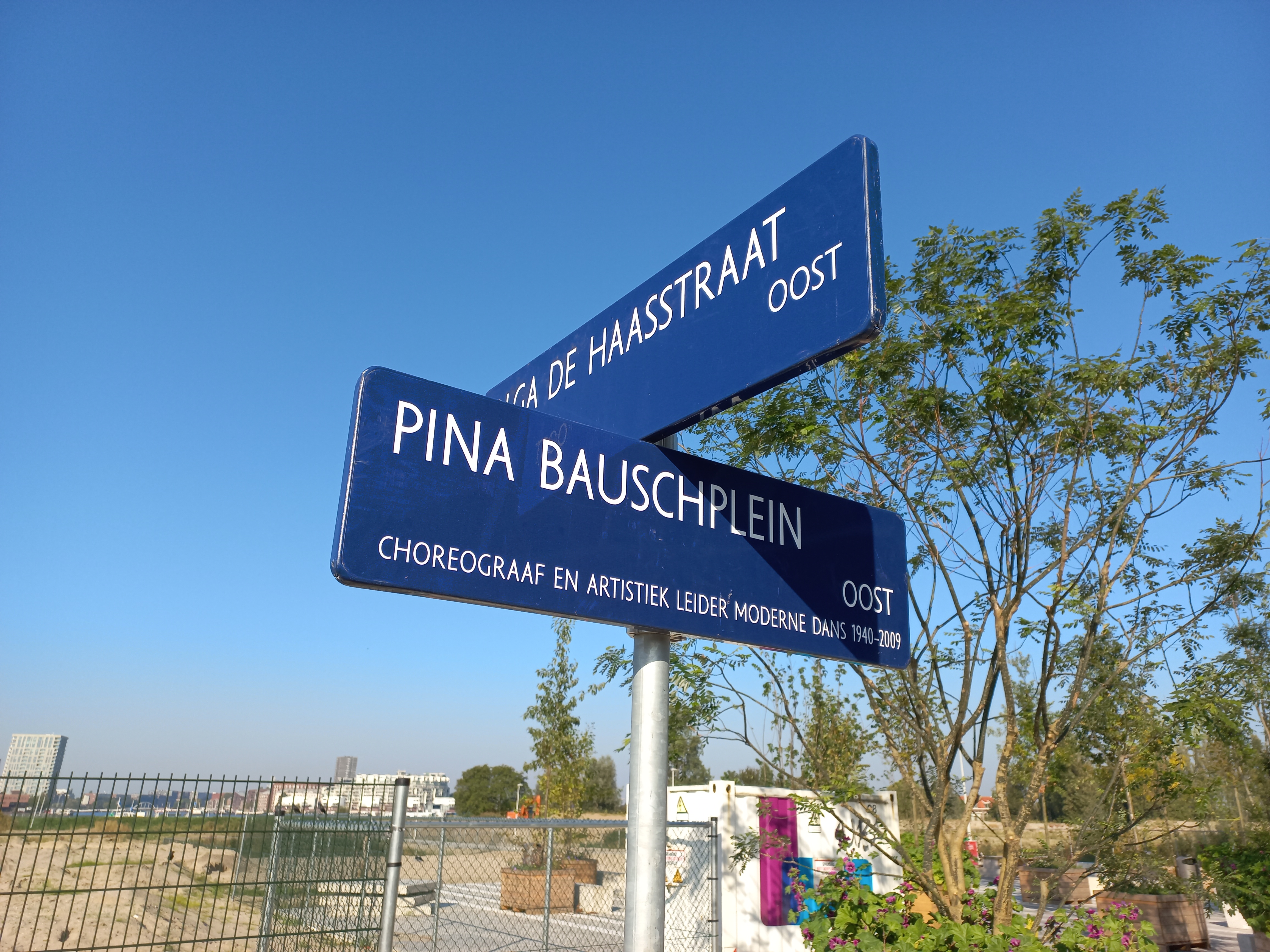
Pina Bauschplein in Amsterdam (september 2024)

Philippine (Pina) Bausch (Solingen, 27 juli 1940 – Wuppertal, 30 juni 2009) was een Duitse balletdanseres, choreografe, danspedagoge en artistiek directeur van het Tanztheater in Wuppertal. In de ruim dertig jaar dat Pina Bausch leiding gaf aan het Tanztheater groeide het uit tot een toonaangevend internationaal gezelschap.

## Carrière
Bausch begon op 14-jarige leeftijd aan een dansstudie aan de Folkwang-academie in Essen, een gerenommeerde opleiding die destijds door Kurt Jooss geleid werd. Na haar afstuderen kreeg zij in 1959 een beurs aan de Juilliard School in New York. Daar danste ze bij de Metropolitan Opera en het New American Ballet. In 1963 voegde zij zich als solist bij het Folkwang-Ballett van Jooss. Bausch assisteerde Jooss in toenemende mate, maakte in 1968 haar eerste choreografie, en volgde Jooss in 1969 op als docent aan de Folkwang Hogeschool in Essen. In 1972 werd zij artistiek directeur van het Wuppertal Opera Ballet, dat niet veel later de naam Tanztheater Wuppertal Pina Bausch kreeg. Le Sacre du Printemps uit 1975 was haar laatste conventionele dansstuk, vanaf 1976 begon ze meer te experimenteren met een collageachtige structuur.
Haar repertoire bestaat uit meer dan veertig stukken, telkens gemaakt in nauwe samenwerking met haar dansers. Bausch bleef haar hele leven lang bewust in Wuppertal werken, een stad die zij omschreef als "een werkdagstad, geen zondagstad". Haar thema was het leven. "Alles moet men bekijken, de tegenstellingen en wrijvingen, het schone en het pijnlijke. Men mag niets uitsluiten. Alleen zo kan men achterhalen in welke tijd men leeft." Pina Bausch overleed op 30 juni 2009, achtenzestig jaar. De artistieke directie werd daarop waargenomen door haar naaste medewerkers: het duo Dominique Mercy en Robert Sturm, en vanaf 2013 Lutz Förster. Hij werd opgevolgd door respectievelijk Adolphe Binder in 2017 en Bettina Wagner Bergelt vanaf begin 2019. In 2010 werd de Pina Bausch Foundation opgericht, die geleid wordt door Salomon Bausch, zoon van de choreografe. Het doel van deze organisatie is haar artistieke nalatenschap levend te houden.
| - 1958: Prestatieprijs van de Folkwang Universität der Künste - 1972: Aanmoedigingsprijs van de deelstaat Nordrhein-Westfalen - 1978: Von-der-Heydt-Kulturpreis van de stad Wuppertal - 1980: Premio de la Crítica 1980 – Danza, Spanje - 1982: Premio Simba 1982 per il Teatro, Accademia Simba, Italië - 1983: Premio UBU 1982/83 "Miglior Spettacolo Straniero", Italië - 1984: Deutscher Kritikerpreis für Tanz, Berlijn - 1984: Bessie Award (New York Dance and Performance Award), VS - 1986: Bundesverdienstkreuz I. Klasse - 1987: Prijs van de Dance Critics Society, Japan - 1990: Premio UBU, Italië - 1990: Staatspreis des Landes Nordrhein-Westfalen - 1991: Grote cultuurprijs van de Sparkassen-Kulturstiftung Rheinland - 1991: Prix SACD, Frankrijk - 1991: Ridder in de Ordre des Arts et des Lettres, Frankrijk - 1991: Onderscheiding „Una Vita per la Danza“, Italië - 1993: Picasso–medaille van de UNESCO - 1994: Orde van Sint-Jacob van het Zwaard, Portugal - 1995: Joana-Maria-Gorvin-Preis - 1995: Deutscher Tanzpreis - 1996: Pour le Mérite (orde voor wetenschappen en kunsten), Duitsland - 1997: Theaterpreis Berlin - 1997: Groot kruis met ster van de Orde van Verdienste van de Bondsrepubliek Duitsland - 1997: Erering van de stad Wuppertal - 1998: Bambi - 1999: Europese Theaterprijs - 1999: Samuel-H.-Scripps American Dance Festival Award, VS - 1999: Praemium Imperiale voor theater en film, verleend door de Japan Art Association - 1999: Eredoctoraat van de Universiteit van Bologna - 2000: Prijs van het Theaterfestival van Istanboel (oeuvreprijs) - 2000: Award of The International Society of Performing Arts - 2001: Hansischer Goethe-Preis van de Alfred-Toepfer-Stiftung - 2002: Bessie Award, VS - 2003: Ridder van het Legioen van Eer, Frankrijk - 2004: Commandeur in de Orde van Verdienste, Italië - 2004: Nijinsky-prijs voor "beste choreografe 2004", Monaco - 2005: Onderscheiding Goldene Schwebebahn van de stad Wuppertal - 2005: Gouden Masker voor het beste buitenlandse gastoptreden 2004, Rusland. - 2005: Wuppertaler Wirtschaftspreis - 2006: Laurence Olivier Award 2006 in de categorie "Outstanding Achievement in Dance" voor de in Londen gespeelde voorstellingen van Nelken en Palermo Palermo - 2007: Pablo Neruda-medaille (Orden al Mérito Artístico y Cultural), Chili - 2007: Kyoto-prijs (oeuvreprijs) - 2007: Gouden Leeuw van de Biënnale van Venetië (oeuvreprijs) - 2008: Goethepreis der Stadt Frankfurt - 2008: Ereburger van de stad Wuppertal - 2008: Muziekprijs van de stad Duisburg - 2008: Orde van de Rijzende Zon, Japan - 2009: Deutscher Theaterpreis Der Faust - 2009: Lid van de American Academy of Arts and Sciences - 2015: op 1 juli gaf de Deutsche Post een postzegel van 85 cent uit ter gelegenheid van de 75e verjaardag van Pina Bausch. - 2022: sinds maart 2022 kent de Sluisbuurt in Amsterdam-Oost het Pina Bauschplein | - Fritz (5 januari 1974) - Iphigenie auf Tauris - van Gluck (21 april 1974) - Zwei Krawatten (2 juni 1974) - Ich bring dich um die Ecke... - Adagio - Fünf Lieder von Gustav Mahler (8 december 1974) - Orpheus und Eurydike - Orphée en Eurydice van Gluck (23 mei 1975) - Frühlingsopfer (Wind von West - Der zweite Frühling) (Le Sacre du printemps) (3 december 1975) - Die sieben Todsünden - (15 juni 1976) - Blaubart - met opnamen uit de opera Hertog Blauwbaards burcht van Béla Bartók (8 januari 1977) - Komm tanz mit mir - (26 mei 1977) - Renate wandert aus - (30 december 1977) - Er nimmt sie an der Hand und führt sie in das Schloß, die anderen folgen (22 april 1978) - Café Müller (20 mei 1978) - Kontakthof (9 december 1978) - Arien (12 mei 1979) - Keuschheitslegende - (4 december 1979) - 1980 - Ein Stück von Pina Bausch (18 mei 1980) - Bandoneon (21 december 1980) - Walzer - (17 juni 1982) - Nelken - (création 30 december 1982) - Auf dem Gebirge hat man ein Geschrei gehört - (13 mei 1984) - Two Cigarettes in the Dark (31 maart 1985) - Viktor (14 mei 1986) - Ahnen (21 maart 1987) - Die Klage der Kaiserin (ook bioscoopfilm) (1989) - Palermo, Palermo (17 december 1989) - Tanzabend II (Madrid) (27 april 1991) - Das Stück mit dem Schiff - (16 januari 1993) - Ein Trauerspiel (12 februari 1994) - Danzón (13 mei 1995) - Nur Du - Only you (11 mei 1996) - Der Fensterputzer (12 februari 1997) - Masurca Fogo (4 april 1998) - O Dido (10 april 1999) - Kontakthof mit Damen und Herren ab '65 (25 februari 2000) - Wiesenland (5 mei 2000) - Água (12 mei 2001) - Für die Kinder von gestern, heute und morgen (25 april 2002) - Nefés (21 maart 2003) - Ten Chi (8 mei 2004) - Rough Cut (15 april 2005) - Vollmond (11 mei 2006) - Création 2007 (18 mei 2007) |

### Film
- Un Jour Pina m'a Demandé (1983) - documentairefilm van Chantal Akerman
- Die Klage der Kaiserin (1990) - een door Bausch geregisseerd collage van haar werk, opgenomen in en rond Wuppertal. Gedraaid op video en daarna opgeblazen tot 35 mm[3]
- PINA (2011) - film van Wim Wenders voor Pina Bausch; een dansfilm in 3D, gedragen door het Ensemble des Tanztheaters Wuppertal[4]